# Yllenus squamifer
Yllenus squamifer är en spindelart som först beskrevs av Simon 1881.  Yllenus squamifer ingår i släktet Yllenus och familjen hoppspindlar. Inga underarter finns listade i Catalogue of Life.